# Jessica Helleberg
Jessica Elenora Gerd Helleberg, född 20 februari 1986 i Göteborg, är en svensk handbollsspelare (vänstersexa). Hon har spelat 81 landskamper och gjorde 128 mål för Sveriges landslag, 2010 till 2014.

## Karriär

### Klubblagsspel
Jessica Hellebergs moderklubb är IK Sävehof. Hon spelade där till och med säsongen 2010/2011, då hon uttryckte att hon ville byta till någon annan klubb.
I juni 2011 blev hon klar för det danska Team Esbjerg, som hade kommit femma i ligan säsongen innan. 2013 bytte hon klubb till ligakonkurrenten HC Odense, där hon spelade till 2015. Hon slutade i klubben då hon blev gravid. 2016 hade hon planerat att göra comeback, men avslutade istället handbollskarriären då hon blev gravid för andra gången.
Hösten 2020 gjorde hon comeback i danska København Håndbold.

### Landslagsspel
Jessica Helleberg började landslagskarriären i ungdomslandslaget. Hon spelade 28 matcher och gjorde 42 mål i U-landslaget. Hon debuterade i landslaget 2010 och mästerskapsdebuterade samma år vid EM i Danmark och Norge, som slutade med en silvermedalj. Hon spelade sedan ytterligare tre mästerskap för Sverige, VM 2011, EM 2012 och EM 2014. OS 2012 i London kom hon inte med i truppen då bara en vänstersexa togs ut. Hon missade sedan de följande mästerskapen på grund av att hon fött barn.

## Meriter
- Svensk mästare fem gånger (2006, 2007, 2009, 2010 och 2011) med IK Sävehof
- EM-silver 2010 i Danmark och Norge
- EM-brons 2014 i Kroatien och Ungern